# Demo (Letzter Tag)
Demo (Letzter Tag) ist ein Lied des deutschen Pop-Rock-Musikers Herbert Grönemeyer aus dem Jahr 2003.

## Entstehung und Veröffentlichung
Das Lied wurde vom Interpreten selbst geschrieben, komponiert und produziert. Grönemeyer erklärt die Bedeutung im Bonustrack Kommentar zu Demo (Letzter Tag) aus dem Album Was muss muss - Best of Herbert Grönemeyer:  "Die Idee im letzter Tag ist sicherlich ein Bestellzettel für das perfekte Mädchen, weil ich dachte, ich muss jetzt auch mal die Zukunft beschwören. Es muss ja weitergehen, und ganz alleine das Leben zu stapfen, ist vielleicht auf Dauer auch ein bisschen öde. Und da habe ich gedacht, ich gebe jetzt mal eine Bestellung auf. An den Himmel, und bald passiert ja was." Bei der Produktion wurde Grönemeyer vom britischen Musikproduzenten Alex Silva unterstützt.
Die Erstveröffentlichung von Demo (Letzter Tag) erfolgte als Teil von Herbert Grönemeyers elftem Studioalbum Mensch am 30. August 2002 bei Grönland Records. Am 17. Februar 2003 erschien das Lied als dritte Singleauskopplung aus dem Album.

## Musikvideo
Das dazugehörige Musikvideo entstand unter der Regie von Daniel Lwowski und zeigt die russische Ballett-Tänzerin Polina Semionowa in der Hauptrolle. Im April 2011 veröffentlichte Grönemeyer das Video auf der Videoplattform YouTube, wo es bis Juni 2025 über 5 Millionen Aufrufe zählte.

## Charts und Chartplatzierungen
| ChartsChartplatzierungen | Höchstplatzierung | Wochen |
| ------------------------ | ----------------- | ------ |
| Deutschland (GfK)        | 36 (10 Wo.)       | 10     |
| Österreich (Ö3)          | 53 (12 Wo.)       | 12     |